# 佐野市立常盤小学校
佐野市立常盤小学校（さのしりつ ときわしょうがっこう）は、栃木県佐野市仙波町にあった公立小学校。

## 沿革
- 1874年（明治7年）11月9日 - 仙波村の来迎寺に仙波小学校を開校。
- 1876年（明治9年）5月 - 牧小学校を開校。
- 1877年（明治10年）7月 - 豊代小学校を開校。
- 1892年（明治25年）5月25日 - 豊代・牧・仙波小学校を合併し、常盤尋常高等小学校開校。
- 1929年（昭和4年）4月22日 - 仙波大火により、2階建校舎焼失。
- 1933年（昭和8年）5月27日 - 2階建校舎及び付属廊下新築。
- 1947年（昭和22年）4月1日 - 学制改革により、常盤村立常盤小学校と改称。
- 1948年（昭和23年）9月15日 - 補食給食開始。
- 1955年（昭和30年）1月8日 - 町村合併により、葛生町立常盤小学校と改称。
- 1957年（昭和32年）2月25日 - 給食室完成、完全給食実施。
- 1958年（昭和33年）12月13日 - 校歌制定。
- 1961年（昭和36年）3月20日 - 講堂新築落成。
- 1967年（昭和42年）3月6日 - 鉄筋校舎新築落成。
- 1969年（昭和44年）4月1日 - 特殊学級設置。
- 1971年（昭和46年）7月20日 - プール竣工。
- 1972年（昭和47年）11月5日 - 交通公園竣工。
- 1974年（昭和49年）11月9日 - 創立百周年記念式典挙行。
- 1978年（昭和53年）3月20日 - 管理特別教室棟新築（鉄筋2階）落成。
- 1993年（平成5年）
  - 10月2日 - 屋内運動場改築落成。
  - 10月30日 - 創立120周年並びに屋内運動場建設記念式典挙行。
- 2002年（平成14年）8月31日 - 北校舎改修。
- 2005年（平成17年）
  - 2月28日 - 市町合併により佐野市立常盤小学校と改称。
  - 4月1日 - 2学期制開始。
- 2007年（平成19年）4月1日 - 特別支援学級設置。
- 2008年（平成20年）11月25日 - 南校舎2階各特別教室落下防止用手すり設置。
- 2009年（平成21年）3月16日 - 玄関オートロック設置。
- 2010年（平成22年）
  - 4月9日 - 児童用コンピュータ27台新規設置。
  - 5月18日 - 教職員用PC18台配付、情報ボード2台設置。
- 2011年（平成23年）
  - 1月12日 - 常盤子どもクラブ設置工事開始、新規物置設置（校庭）。
  - 3月11日 - 14時46分頃に発生した東日本大震災により、二宮尊徳像が倒壊する被害がでた。9月に修理完了。
  - 4月2日 - 常盤子どもクラブ開設。
  - 7月5日 - 各教室に空調機（エアコン）設置。
- 2012年（平成24年）2月10日 - 北校舎漏水工事開始
- 2013年（平成25年）
  - 2月7日 - 後援会・PTAより、音楽室ピアノが寄贈される。
  - 6月18日 - この日から、9月30日まで、校舎耐震補強工事実施。
- 2014年（平成26年）
  - 7月9日 - 創立140周年記念講演会開催。
  - 9月27日 - 創立140周年記念大運動会開催。
- 2015年（平成27年）2月25日 - 図書室用木製机椅子24セット配備（とちぎ元気な森づくり県民税事業）。
- 2016年（平成28年）11月29日 - 常盤中学校区合同避難訓練参加（防災教育を中心とした実践的安全教育総合支援事業）。
- 2018年（平成30年）10月2日 - この日から翌日にかけて、プール塀工事実施。
- 2019年（令和元年）11月27日 - タブレットパソコン16台設置。
- 2020年（令和2年）2月17日 - この日から3月13日まで、バリアフリー工事実施。
- 2021年（令和3年）3月18日 - 児童用学習タブレット一人1台配備。
- 2022年（令和4年）7月5日 - 宇都宮ブリッツェンと栃木県警察の協力で閉校記念自転車安全運転教室を実施[1][2]
- 2023年（令和5年）
  - 3月31日 - 閉校。
  - 4月1日 - 葛生地区の小中学校を統合した佐野市立葛生義務教育学校開校[3]。

## アクセス
- 最寄り駅は東武鉄道佐野線葛生駅
  - 車の場合は駅から約4.8km・約9分。
  - 公共交通利用の場合は、駅から徒歩で佐野市生活路線バス「葛生駅南バス回転場」バス停まで移動（約100m）し、秋山線または仙波会沢線利用で「岩崎」バス停下車し、徒歩約200m・約3分[4]。
    - なお、佐野市生活路線バスの秋山線と仙波会沢線は日曜日および正月運休のデマンド型交通となっており、利用登録と事前予約が必要。詳細は、デマンド交通と足利線についてを参照。
    - 葛生駅南バス回転場からは、両毛線佐野駅までの運行の佐野市生活路線バス田沼葛生線と接続する。

## 周辺
- 栃木県道200号秋山葛生線
- 常盤郵便局
- 佐野市立常盤中学校 - 主な進学先だったが、本校と同じ日に閉校した。